# Читашвили, Давид Иосифович
Дави́д (Дик) Ио́сифович Чита́швили (12 февраля 1913, Российская империя — 9 мая 1979, Чехов, Московская область) — грузинский советский артист эстрады, иллюзионист. Заслуженный артист Грузинской ССР (1961).
Демонстрировал главным образом манипуляции с шариками, картами, лентами. Классическому стилю исполнения номера всегда соответствовал строгий костюм — чёрный фрак.

## Биография
Родился в 1913 году в селении Чилиги. Окончил Институт физической культуры в Тбилиси в 1936 году. Занимался педагогической деятельностью. Позже увлёкся фокусами и самостоятельно овладел этим искусством.
С середины 1940-х годов — артист Всесоюзного гастрольно-концертного объединения (ВГКО) и Мосэстрады. Гастролировал по всей стране. Сотрудничал с режиссёрами А. И. Бойко и В. Г. Гутом (Гутман).
Был постановщиком иллюзионной сцены в спектакле Московского театра оперетты «Сто чертей и одна девушка» (режиссёр В. А. Канделаки, композитор Т. Н. Хренников, 1963).
Скончался 9 мая 1979 года в городе Чехов Московской области во время гастрольной поездки. Прощание с артистом проходило в зале Центрального дома работников искусств. В своей траурной речи конферансье Лев Миров произнёс: «Этот твой последний фокус, Дик, оказался очень неудачным».
Урна с его прахом находится в 9-й секции закрытого колумбария Ваганьковского кладбища.

## Звания
- Заслуженный артист Грузинской ССР (1961).

## Творчество

### Фильмография
- 1954 — Весёлые звёзды — фокусник
- 1964 — Я — кинолюбитель (документальный)[4]
- 1970 — Парад аттракционов (фильм-концерт)[5]